# Sindrome di Meige
La sindrome di Meige è una malattia neurologica rara che si caratterizza per la compresenza di blefarospasmo e distonia oromandibolare.

## Epidemiologia
L'incidenza e la prevalenza della malattia non sono note. La sindrome interessa l'adulto con una possibile età alla presentazione compresa tra i 30 ed i 70 anni con picco ai 60.

## Patofisiologia
Poco è noto circa i meccanismi patologici che determinano la sindrome. Le principali ipotesi causali riguardano l'attivazione anomale dei nuclei del nervo faciale secondaria a fenomeni di denervazione o disinibinizione, o eccitazione anomla, dei riflessi del tronco per interruzione delle vie discendenti. Nei pazienti con sindrome di Meige, ed in particolare nei pazienti con forme primitive, sono state documentate lesioni dei gangli della base consistenti in perdita neuronale e gliosi.

## Eziopatogenesi
Si distinguono forme primarie e secondarie di malattia. Per quanto riguarda le cause secondarie si annoverano cause iatrogene, metaboliche, neurodegenerative, vascolari, infettive, autoimmuni, neoplastiche e traumatiche. Le cause metaboliche comprendono in massima misura le malattie da deposito. Tra le cause degenerative si ricordano la malattia di Huntington, la paralisi sopranucleare progressiva, la malattia di Parkinson e la demenza con corpi di Lewy.

## Clinica
Gli elementi salienti della sindrome sono il blefarospasmo e la distonia oromandibolare ma una percentuale compresa tra il 20% ed il 40% sperimenta spasmi in altre regioni corporee tra cui arti ed addome.

### Blefarospasmo
Il blefarospasmo di caratterizza per frequenti ammiccamenti e discomfort. Può essere provocato od aumentare in base a fattori quali luci, stress, affaticamento o tensione emotiva. La condizione può essere così grave da condurre ad un quadro di cecità funzionale. Il blefarospasmo può interessare uno od entrambi gli occhi e spesso si associa a fotofobia, irritazione e secchezza oculare.

### Distonia oromandibolare
Comprende disturbi motori dei muscoli mandibolari, buccali e della lingua. Comporta difficoltà nella masticazione, deglutizione e fonazione. Se vengono interessati i muscoli laringei si avrà anche un cambiamento della qualità della voce e talvolta dispnea per ostruzione delle vie aeree.

### Diagnosi e decorso clinico
La diagnosi della sindrome richiede una valutazione clinica e l'utilizzo di esami elettromiografici. Per definire le forme primarie vanno escluse le cause secondarie con esami specifici.
La prima manifestazione di malattia è di solito il blefarospasmo che inizia come disturbo lieve e tende ad evolvere nel corso di settimane o mesi. La severità dei sintomi è ovviamente dipendente dai muscoli coinvolti e l'intensità di solito aumenta per stimoli luminosi intensi e stress. I disturbi scompaiono completamente durante il sonno. Di norma la sindrome tende ad essere stabile sebbene siano descritti casi di miglioramento e spontaneo e remissione a distanza di molti mesi dall'esordio dei sintomi. Nel caso in cui la sindrome di Meige sia secondaria ad altre condizioni il decorso può essere del tutto differente.

## Terapia
Il trattamento della sindrome di Meige si fonda sulla terapia di supporto, terapia fisica e terapia medica. La soluzione terapeutica più efficace disponibile è la tossina botulinica in quanto la terapia farmacologica offre scarsi benefici. In alcuni pazienti la neurochirurgia, e segnatamente l'impiego di neurostimolatori, può dare un miglioramento della sintomatologia.

## Eponimi
La malattia prende il nome dal neurologo francese Henry Meige che per primo, nel 1910, ne pubblicò una dettagliata descrizione. La prima descrizione in assoluto è però del 1874 ad opera dell'americano Horatio Wood. Meige, a differenza del collega, descrisse otto casi definendo la malattia come "spasmo facciale mediano". In passato la malattia era conosciuta anche come "sindrome di Brueghel", artista fiammingo che ritrasse un'espressione compatibile con il quadro clinico descritto da Meige; in seguito ad una rivalutazione la sindrome di Brueghel è stata distinta dalla Meige in quanto si ha, nella prima, un'ampia apertura della bocca che non è presente nella sindrome di Meige.